# Lethe borneensis
Lethe borneensis är en fjärilsart som beskrevs av Otto Staudinger 1896. Lethe borneensis ingår i släktet Lethe och familjen praktfjärilar. Inga underarter finns listade i Catalogue of Life.